# CURL
cURL(/kɝl/ 또는 /kɜːrl/)은 다양한 통신 프로토콜을 이용하여 데이터를 전송하기 위한 라이브러리와 명령 줄 도구를 제공하는 컴퓨터 소프트웨어 프로젝트이다. 이 이름은 "client URL"을 줄인 것이다.

## 역사
curl은 1996년에 처음 출시되었으며, 스웨덴의 소프트웨어 개발자 다니엘 스텐베리가 환율 정보를 가져오는 것을 자동화하는 IRC 봇을 만들기 위해 curl을 만들었다. 원래 이름은 httpget 이었고 이후 urlget이었다가  최종적인 이름으로 curl이 되었다.

## libcurl
libcurl은 자유 소프트웨어인 클라이언트측 URL 전송 라이브러리로, 쿠키, DICT, FTP, FTPS, 고퍼, HTTP/1, HTTP/2 및 HTTP/3, HTTP POST, HTTP PUT, HTTP 프록시 터널링, HTTPS, 인터넷 메시지 접속 프로토콜, 커버로스, LDAP, MQTT, POP3, RTSP, RTMP, SCP, SMTP 및 SMB을 지원한다.  라이브러리는 파일 URI 체계, SFTP, 텔넷, TFTP, 파일 전송 재개, FTP 업로드, HTTP 양식 기반 업로드, HTTPS 인증서, LDAPS, 프록시 및 사용자 + 비밀번호 인증을 지원한다.
libcurl 라이브러리는 이식성이 높다. IBM AIX, 아미가OS, 안드로이드, BeOS, 블랙베리 태블릿 OS 및 블랙베리 10, OpenVMS, 다윈, 도스, FreeBSD, HP-UX, GNU 허드, iOS, IRIX, 리눅스, macOS, NetBSD, 넷웨어, OpenBSD, OS/2, QNX Neutrino, RISC OS, 솔라리스, 심비안 OS, Tru64, Ultrix, UnixWare, 마이크로소프트 및 오픈하모니를 포함한 많은 플랫폼에서 동일하게 빌드되고 작동한다.
libcurl 라이브러리는 자유 소프트웨어이며 스레드 안전하며 IPv6과 호환된다. C / C++, 자바, 줄리아 (번들 포함), PHP 및 파이썬을 포함하여 50개 이상의 언어에서 언어 바인딩으로 사용할 수 있다.
libcurl 라이브러리는 IBM i의 GnuTLS, mbed TLS, NSS, gskit, 윈도우의 보안 지원 제공자 인터페이스, macOS 및 iOS의 Secure Transport, OpenSSL, BoringSSL, LibreSSL, AmiSSL, WolfSSL, BearSSL 및 Rustls을 통한 전송 계층 보안을 지원한다.

## curl
curl은 URL 구문을 입력해 인터넷에서 파일을 포함한 데이터를 가져오거나 보내는 명령줄 도구이다. 컬은 libcurl을 사용하므로 libcurl이 지원하는 모든 프로토콜을 지원한다.

## 명령 줄에서의 cURL 사용 예
cURL을 사용할 때는 curl을 명령 줄에 먼저 입력한 다음에 출력을 받아올 URL을 뒤이어 추가한다.
example.com 홈페이지를 받아오려면 다음과 같이 입력한다:
```
curl www.example.com
```

컬은 기본적으로 시스템(보통 터미널 창)에 지정된 표준 출력으로 검색한 출력을 표시하며, 따라서 대부분의 시스템에서 위 명령을 실행하면 터미널 창에 www.example.com 소스 코드가 표시된다. 대신 -o 플래그를 사용하여 출력을 파일에 저장할 수 있다.
```
$ 
curl
 
-o
 
example.html
 
www.example.com

```

추가 옵션을 통해 다른 기능을 사용할 수 있다.

## 같이 보기
- 컬로더(curl-loader) – 컬 기반의 오픈 소스 테스트 도구
- libwww – 명령줄 인터페이스와 함께된 초기 인터넷 관련라이브러리
- 파워셸 – iwr (Invoke-WebRequest) 명령어와 클래스 web-client에는 컬과 유사한 기능이 있었다.[18]
- 웹 크롤러 – 웹을 크롤링할 수 있는 인터넷 봇
- Wget – 관련 라이브러리는 없지만 재귀적으로 다운로드할 수 있는 유사한 명령줄 도구